# 樋沙織
樋 沙織（とい さおり、1994年5月23日 - ）は、日本のスピードスケート選手。

## 人物
1994年、群馬県吾妻郡嬬恋村生まれ。
地元の群馬県立嬬恋高等学校に進学。高校在学中の2012年、北海道帯広市の明治北海道十勝オーバルで開催された世界ジュニアスピードスケート選手権大会に於いて女子団体追い抜き決勝に高木美帆、高木菜那と組んで出場。3分13秒67で韓国に敗れ、4大会連続の銀メダル獲得に貢献した。
翌2013年、世界ジュニアスピードスケート選手権大会に於いて、髙木美帆・佐藤綾乃と組んで女子チームパシュートで金メダルを獲得した。
インターハイ（全国高等学校スケート選手権大会スピード競技）では2012年に女子1500m優勝。2013年の全日本ジュニアでは500ｍ、1000ｍ、1500ｍの三冠達成。
嬬恋高校卒業後、日本電産サンキョーに勤務。同僚に高木菜那、ウイリアムソン師円らがいた。
2014年、高木菜那、ウィリアムソン師円とともに日本とオランダで編成した共同チームに１年間所属し、オランダ国内での練習や記録会などに参加することが発表された。
2014年11月のワールドカップ帯広大会のチームスプリント（公開競技）で、黒岩美生、高木美帆と組んで韓国を0.01秒差でかわし優勝した。
2015年、スピードスケートワールドカップ日本代表に選出される。
2017年、ジャパンカップ第1戦女子1000ｍで阿部友香（ＪＡつまごい村）に次ぐ2位に入る。
その後教師を志し、佐藤綾乃と同じ高崎健康福祉大学人間発達学部子ども教育学科に進学、入澤孝一の指導を受ける。

## 主な成績

### 世界ジュニア
- 2013年
  - チームパシュート 優勝